# Ochroplutodes hova
Ochroplutodes hova är en fjärilsart som beskrevs av Claude Herbulot 1954. Ochroplutodes hova ingår i släktet Ochroplutodes och familjen mätare. Inga underarter finns listade i Catalogue of Life.